# Fábio da Conceição Amorim
Fábio da Conceição Amorim (nacido el 28 de febrero de 1990) es un futbolista brasileño que se desempeña como delantero.
Jugó para clubes como el Shonan Bellmare.

## Trayectoria

### Clubes
| Club            | País  | Año  |
| --------------- | ----- | ---- |
| Shonan Bellmare | Japón | 2015 |

## Estadística de carrera

### J. League
| Club            | Año   | J. League | J. League | Copa J. League | Copa J. League | Total | Total |
| Club            | Año   | Part.     | Goles     | Part.          | Goles          | Part. | Goles |
| --------------- | ----- | --------- | --------- | -------------- | -------------- | ----- | ----- |
| Shonan Bellmare | 2015  | 1         | 0         | 0              | 0              | 1     | 0     |
| Total           | Total | 1         | 0         | 0              | 0              | 1     | 0     |